# Elezioni presidenziali in Benin del 2021
Le elezioni presidenziali in Benin del 2021 si sono tenute l'11 aprile.

## Risultati
| Patrice Talon     | Indipendente                       | 1 982 534 | 86,30 |  |  |  |  |  |
| Alassane Soumanou | Forze Cauri per un Benin Emergente | 261 096   | 11,37 |  |  |  |  |  |
| Corentin Kohoue   | I Democratici                      | 53 685    | 2,34  |  |  |  |  |  |
| Totale            | Totale                             | 2 297 315 | 100   |  |  |  |  |  |
|                   |                                    |           |       |  |  |  |  |  |
| Voti non validi   | Voti non validi                    | 134 099   | 5,52  |  |  |  |  |  |
| Votanti           | Votanti                            | 2 431 414 |       |  |  |  |  |  |